# Josh Inman
Josh Inman, ameriški veslač, * 13. marec 1980, Hillsboro, Oregon.
Inman je diplomant Oregon State University in je bil med študijem član veslaške ekipe Oregon State Beavers. Za Združene države Amerike je v osmercu nastopil na Poletnih olimpijskih igrah 2008 v Pekingu, kjer je osvojil bronasto medaljo.
Pred tem je kot član osmerca na svetovnem prvenstvu v Gifuju na Japonskem prav tako osvojil bronasto medaljo. Na svetovnem prvenstvu v Španiji pa je bron osvojil v četvercu s krmarjem.